# 睏佛寺摩崖造像
睏佛寺摩崖造像位於四川省樂至縣馬鑼鄉，文物遺址年代判定為宋。1991年4月16日公佈為四川省第三批文物保護單位。2013年3月5日列為第七批全國重點文物保護單位。